# Kemer Cup
Il Kemer Cup è stato un torneo professionistico di tennis giocato su campi in cemento indoor. Faceva parte dell'ITF Women's Circuit. Si è giocata la sola edizione del 2013 a Istanbul in Turchia.

## Albo d'oro

### Singolare
| Anno | Campionessa    | Finalista     | Punteggio   |
| ---- | -------------- | ------------- | ----------- |
| 2013 | Ksenija Pervak | Eva Birnerová | 6–4, 7–6(4) |

### Doppio
| Anno | Campionesse                            | Finaliste                   | Punteggio        |
| ---- | -------------------------------------- | --------------------------- | ---------------- |
| 2013 | Nigina Abduraimova Maria Elena Camerin | Tadeja Majerič Andreea Mitu | 6–3, 2–6, [10–8] |